# Dominique Vautherin
Pour les articles homonymes, voir Vautherin.
Dominique Vautherin, né le 30 octobre 1941 à Bois-Colombes et décédé le 7 décembre 2000 à Paris, est un physicien nucléaire et théoricien français.

## Biographie
Dominique Vautherin a étudié de 1961 à 1963 à l'École polytechnique, puis fait des recherches pour le Centre national de la recherche scientifique (CNRS). À partir de 1969, il travaille à l'université Paris-Sud à Orsay avec Marcel Vénéroni sur les calculs de Hartree–Fock pour une interaction de gamme finie avec saturation dans les noyaux à coquilles fermées. Peu après débute sa collaboration avec David M. Brink sur les calculs de Hartree–Fock avec interaction de Skyrme (introduits par Tony Skyrme), d'abord pour les noyaux sphériques, puis étendus par Dominique Vautherin aux noyaux déformés. Plus tard, avec des collègues, il effectue des calculs avec des interactions de Skyrme, entre autres, pour les résonances géantes et la fission nucléaire.
De 1972 à 1974, il devient chercheur invité au Massachusetts Institute of Technology (MIT) avec John Negele et en 1976-1977 à l'université de Californie à Berkeley. De 1976 à 1991, il est également maître de conférences à l'École polytechnique. Il a été professeur au département théorique de l'Institut de physique nucléaire d'Orsay, qu'il a dirigé de 1991 à 1995. En 1998, il devient professeur à l'université Pierre-et-Marie-Curie (université Paris-VI-Jussieu).
Dans les années 1970, il travaille avec John Negele sur le développement de matrices de densité (approximation de densité locale, LDA) dans les études de structure nucléaire. Il a beaucoup travaillé avec Hubert Flocard et Nicole Vinh Mau (approximation de phase aléatoire à température finie). Plus tard, Dominique Vautherin a également étudié la matière des étoiles à neutrons (et la transition de la matière nucléaire aux densités trouvées dans les étoiles à neutrons) en astrophysique nucléaire. Avec Paul Bonche, il étudie l'équation d'état de la matière dans les explosions de supernova. Il a étudié les noyaux chauds avec Paul Bonche et Shimon Levit et, plus récemment, avec Cécile Martin et Arthur Kerman, les solutions aux théories de Yang Mills en utilisant des méthodes variationnelles.

## Distinction
En 1975, il reçoit le prix Paul-Langevin, en 2000 le prix Gay-Lussac-Humboldt et en 1991 le  Prix Jean-Ricard. Depuis 1999, il dirigeait le Centre européen d'études théoriques en physique nucléaire et domaines connexes (ECT) à Trente.